# Manampanihy
Der Manampanihy (wo es Fledermäuse gibt) ist ein Fluss im Süden Madagaskars.

## Verlauf
Er entwässert die Ostflanke des Nationalparks Andohahela und fließt dabei in Richtung Nord-Nordost. Auf seinem Weg durchfließt er die Gemeinden Enaniliha, Ranomafana, Ampasimena und Manantenina. Sein Einzugsgebiet umfasst etwa 2300 km². Etwa zehn Kilometer vor seiner Mündung in den Indischen Ozean wird der Manampanihy von der Nationalstraße 12a gekreuzt, wobei die Fahrzeuge mit einer Fähre über den Fluss gesetzt werden. Die mit einem Dieselmotor angetriebene Fähre benötigt für die 300 Meter lange Überfahrt etwa sechs Minuten, pro Monat werden im Durchschnitt 294 Fahrzeuge und etwas mehr als 1000 Passagiere befördert.

## Hydrometrie
Am Manampanihy kommt es zu Hochwasserereignissen, bei denen der Pegel in Folge der engen, steilwandigen Täler, die er und seine Zuflüsse durchlaufen, auf bis zu 10 Meter ansteigen kann.
Hier exemplarisch dargestellt der Durchflussmenge des Manampanihy an der hydrologischen Station Elanary bei etwa der Hälfte des Einzugsgebietes, im hydrologischen Jahr 1967/68, gemessen (in m³/s).